# Kleur op doek. Hoe exotische weefsels worden gekleurd
Kleur op doek. Hoe exotische weefsels worden gekleurd was een tentoonstelling van 1 december 1954 tot en met 14 februari 1955 in het Tropenmuseum in Amsterdam. De expositie toonde de technische benodigdheden en de half- en eindproducten van verschillende procedés van het handmatig opbrengen van kleuren en motieven op weefsels in niet-Westerse culturen. 
- De tentoonstelling begon met de in technisch opzicht eenvoudigste manier om textiel te kleuren, namelijk het beschilderen of bestempelen van een geweven, blanke doek.

- Daarna kwamen de iets ingewikkelder uitsparingstechnieken aan de orde, waarbij op verschillende manieren wordt voorkomen dat de kleurstof van het verfbad met delen van de blanke doek in aanraking komt, waardoor bepaalde motieven worden verkregen. Dat doet men door delen van de te verven doek strak te vouwen of in te snoeren met rijgdraden. Na het verfbad en na het  verwijderen van de draad en het uitvouwen van de doek blijken dan delen ongeverfd te zijn. Het volgens een bepaald systeem insnoeren of ook omnaaien van rolletjes doek zorgt na het verven voor eenvoudige blank gebleven patronen, zoals rechte banen of stippelbanen. Het zó aanbrengen van rijgdraden dat rijen blanke stippels worden verkregen, wordt in Indonesië tritik genoemd.

- Vervolgens werden de afdektechnieken behandeld. Dat afdekken gebeurt met een ander materiaal, zoals uitgesneden stukjes palmblad of geolied papier die op de stof worden geplakt of genaaid. Men kan deze afdekmaterialen ook voorzien van uitgesneden figuurtjes en gebruiken als sjabloon. Een ander afdekmateriaal is een zachte substantie die later hard wordt, zoals een bepaald soort modder, rijstpasta of was. De afdektechniek met was, die zoals al deze substanties na het verven wordt verwijderd, wordt vooral in Indonesië met grote precisie toegepast en is bekend als batik. De techniek om voor het weven de draden volgens een vooraf bepaald plan in bosjes af te dekken zodat ze geen verf kunnen pakken, is bekend onder de Indonesische naam ikat.

- Ten slotte besteedde de expositie aandacht aan de mogelijkheden om de doeken te ontkleuren met bijtende middelen: wegetsen.

Behalve uit eigen collectie waren op de expositie ook stukken te zien van het Museum voor Land- en Volkenkunde in Rotterdam, het Museum für Völkerkunde in Bazel en vijf particulieren, waaronder Hans Feriz. De anonieme, kleine publicatie bij de tentoonstelling is geen nummercatalogus, maar een beknopte inleiding tot de getoonde verftechnieken, geïllustreerd met achttien zwart-witfoto's en een aantal schematische tekeningen.

## Catalogus
- Kleur op doek. Hoe exotische weefsels worden gekleurd. Amsterdam: Koninklijk Instituut voor de Tropen, 1954